# Polydrusus
Genre
Polydrusus est un genre d'insectes de l'ordre des coléoptères appartenant à la famille des Curculionidae, à la sous-famille des Entiminae, à la tribu des Polydrusini.

## Liste d'espèces
Selon Catalogue of Life (30 août 2014) :
- Polydrusus aeratus
- Polydrusus aeruginosus
- Polydrusus aethiops
- Polydrusus affinis
- Polydrusus albomaculatus
- Polydrusus alneti
- Polydrusus amaurus
- Polydrusus amoenus
- Polydrusus argentatus
- Polydrusus atomarius
- Polydrusus aurifer
- Polydrusus aurulans
- Polydrusus aurulentus
- Polydrusus azureus
- Polydrusus balachowskyi
- Polydrusus barbipennis
- Polydrusus betulae
- Polydrusus bonnairei
- Polydrusus canus
- Polydrusus carbonarius
- Polydrusus carniolicus
- Polydrusus cervinus
- Polydrusus chrysomela
- Polydrusus cinerascens
- Polydrusus cinnamomeus
- Polydrusus circumductus
- Polydrusus coeruleus
- Polydrusus confluens
- Polydrusus contemptus
- Polydrusus corruscus
- Polydrusus cupreoaeneus
- Polydrusus dasypterus
- Polydrusus decoratus
- Polydrusus dorsalis
- Polydrusus fagniezi
- Polydrusus festivus
- Polydrusus flavescens
- Polydrusus flavicornis
- Polydrusus flavipes
- Polydrusus fulvago
- Polydrusus fulvicornis
- Polydrusus globosus
- Polydrusus guttatus
- Polydrusus hirtellus
- Polydrusus hispidulus
- Polydrusus holosericeus
- Polydrusus impressifrons
- Polydrusus inustus
- Polydrusus iris
- Polydrusus juniperi
- Polydrusus lateralis
- Polydrusus lineatus
- Polydrusus maculosus
- Polydrusus mali
- Polydrusus marcidus
- Polydrusus marginatus
- Polydrusus melanotus
- Polydrusus micans
- Polydrusus modestus
- Polydrusus mollis
- Polydrusus muralis
- Polydrusus murinus
- Polydrusus mustela
- Polydrusus nitens
- Polydrusus nobilis
- Polydrusus nubifer
- Polydrusus oblongus
- Polydrusus pallipes
- Polydrusus paradoxus
- Polydrusus parvulus
- Polydrusus perplexus
- Polydrusus picus
- Polydrusus piliferus
- Polydrusus prasinus
- Polydrusus pterygomalis
- Polydrusus pulchellus
- Polydrusus punctatus
- Polydrusus pyri
- Polydrusus ruficornis
- Polydrusus rufimanus
- Polydrusus rufipes
- Polydrusus rufulus
- Polydrusus rugipennis
- Polydrusus seleneus
- Polydrusus senex
- Polydrusus sericeus
- Polydrusus sinuatus
- Polydrusus smaragdinus
- Polydrusus spartii
- Polydrusus speciosus
- Polydrusus squalidus
- Polydrusus squamosus
- Polydrusus sticticus
- Polydrusus tesselatus
- Polydrusus undatus
- Polydrusus uniformis
- Polydrusus urali
- Polydrusus variegatus
- Polydrusus vespertinus
- Polydrusus vilis
- Polydrusus virens
- Polydrusus viridicollis
- Polydrusus viridinitens
- Polydrusus viridipennis
- Polydrusus viridis

Selon ITIS (30 août 2014) :
- Polydrusus americanus (Gyllenhal, 1834)
- Polydrusus cervinus (Linnaeus, 1758)
- Polydrusus decoratus Woodruff, 1923
- Polydrusus hassayampus Sleeper, 1957
- Polydrusus impressifrons (Gyllenhal, 1834)
- Polydrusus ochreus (Fall, 1907)
- Polydrusus sericeus (Schaller, 1783)